# Космос-1074
«Космос-1074» — экспериментальный космический корабль, модификации 7К-СТ (заводской номер космического корабля 5Л). Запуск был осуществлен в рамках программы создания транспортного корабля типа Союз Т.

## Цель полёта
В ходе полёта беспилотного корабля провести проверку ресурса бортовых систем и конструкции аппарата.

## Технические данные
За счёт модернизации бортовых систем и улучшения компоновки в спускаемом аппарате разместился экипаж из трех человек. Был разработан новый комплекс средств спасения при разгерметизации.

## История
4 апреля 1978 года был запущен первый «7К-СТ», спрятанный под именем «Космос-1001». Однако сразу после выведения корабля на орбиту был обнаружен отказ канала командной радиолинии. ЦУП потерял управление кораблем, но все же через некоторое время связь удалось восстановить, и программа полёта была выполнена.
В конце 1978 года план летных испытаний 7К-СТ был изменен еще раз. Теперь в рамках летно-конструкторских испытаний было решено запустить четыре корабля: два беспилотных (в 1979 году) и два пилотируемых (в 1980 году). При этом ближайшая машина должна была выполнить автономный полёт длительностью 90 суток с целью ресурсных испытаний корабля, а следующую машину решили использовать для отработки автоматической стыковки со станцией «Салют-6». Испытательные пилотируемые полёты следующих кораблей также должны были проводиться со стыковкой с «Салютом-6».
31 января 1979 года на орбиту был выведен 7К-СТ «Космос-1074». Запуском «Космоса-1074» закончился цикл отработки нового космического корабля модификации 7К-СТ, в беспилотном автономном полёте. Длительность полёта космического корабля составила 60 суток 1 час 11 минут, вместо запланированных 90 суток. Космический корабль был возвращен на Землю досрочно в связи с отказом одного из двух дешифраторов командной радиолинии на 61-е сутки полёта.